# コロキ・マフタ
コロキ・マフタ （Kingi Koroki Te Rata Mahuta Tawhiao Te Wherowhero (1906年6月16日 - 1966年5月18日）は、第5代マオリ王。
初代マオリ王・ポタタウの子孫。
1966年の死により、彼の娘テ・アタイランギカアフが王位を継承。孫は、第7代マオリ王のツヘイティア・パキ。